# Bačinac
Bačinac (en serbe cyrillique : Бачинац) est un village de Serbie situé dans la municipalité de Smederevska Palanka, district de Podunavlje. Au recensement de 2011, il comptait 688 habitants.
Bačinac est situé à 18 km de Smederevska Palanka. 

## Histoire
Sur le territoire de l'actuel village de Bačinac se trouvent les vestiges d'une ancienne localité romaine. En 1912, les archéologues y ont mis au jour deux statues en bronze, qui sont conservées au Musée national de Belgrade. Selon un recensement ottoman réalisé entre 1476 et 1478, Gornji Bačinac comptait 25 foyers et Donji Bačinac 16 foyers.

## Démographie
| 1948 | 1953 | 1961  | 1971 | 1981 | 1991 | 2002 | 2011 |
| ---- | ---- | ----- | ---- | ---- | ---- | ---- | ---- |
| 606  | 940  | 1 010 | 978  | 924  | 890  | 789  | 688  |

|  |